# Horlen Klinger
Horlen Klinger (Manta, Ecuador, 10 de febrero de 1980) es un exfutbolista ecuatoriano que jugaba de defensa, pasó por varios clubes pero es recordado con cariño en las filas de Delfín SC de su ciudad natal.

## Trayectoria
Horlen inició su carrera en el Delfín de Manta

## Clubes
| Club                  | País    | Año       |
| --------------------- | ------- | --------- |
| Delfín SC             | Ecuador | 1997-2002 |
| Manta FC              | Ecuador | 2003      |
| Delfín SC             | Ecuador | 2004-2006 |
| Macará                | Ecuador | 2007      |
| Manta FC              | Ecuador | 2007      |
| Universidad Católica  | Ecuador | 2008      |
| Delfín SC             | Ecuador | 2008      |
| Universidad Católica  | Ecuador | 2009      |
| Macará                | Ecuador | 2009      |
| Técnico Universitario | Ecuador | 2010      |
| Deportivo Azogues     | Ecuador | 2011      |
| Bahía de Caráquez     | Ecuador | 2012      |
| Malecón               | Ecuador | 2013      |